# 業務車3号
業務車3号（ぎょうむしゃさんごう）は、陸上自衛隊および航空自衛隊の装備。
主として1佐以上の部隊長たる指揮官もしくは部隊長が将補職にある部隊の副長・幕僚監部・総監部等の1佐以上の各部長職等が当該車両を支給され、通勤や公務等で必要に応じて使用できる。
通常は1佐以上とされているが、例外として駐屯地司令は階級が2佐かつ兼職が中隊長であっても公務等での使用が認められている。

## 車種
セダン型の官公庁向け一般乗用車が競争入札のうえ納入されている。1999年（平成11年）までの納入は、競争入札により一般的に官公庁における俸給区分たる指定職にある幹部が使用する車種であるトヨタ・クラウンセダンや日産・セドリックセダン等の大手企業等でも役員の送迎等で使用されていた車種が主として納入されていたが、2000年（平成12年）度納入分より将官が乗車する車両が乗用車へ変更となり、佐官や駐屯地司令が使用する車種も近年は予算の削減に伴う影響もあり、年々納入車種のグレードは制限されるようになってきている。
現在はメーカーを限定せず車種のグレードも下げており、下記の諸元に適合するセダン型車両が競争入札により納入されているものの、2022年（令和4年）時点で諸元に適応する国産乗用車はトヨタ製のみである。

### 1999年以前

#### 排気量3,000cc
- トヨタ・クラウンセダン ロイヤルサルーン（3ナンバー）：陸上・航空幕僚長

#### 排気量2,500cc
- トヨタ・クラウンセダン ロイヤルサルーンまたは日産・セドリックセダン（3ナンバー）：方面総監・師団長等の将

#### 排気量2,000cc
- トヨタ・クラウンセダン スーパーサルーンもしくはスーパーデラックスまたは日産・セドリックセダン[4]（5ナンバーもしくは7ナンバー）：幕僚監部部長・方面総監部幕僚副長、副師団長・団長及び将補職の部隊長等
- トヨタ・クラウンセダン スタンダード仕様車もしくはデラックス（5ナンバーもしくは7ナンバー）または日産・セドリックセダン：1佐職にある連隊・群・隊等の部隊長及び駐屯地司令

何れも随意契約扱いであり、トヨタ・クラウンセダンもしくは日産・セドリックセダンが納入されていた。

### 2000年から2016年度分
- 大衆向け一般型セダン[5][6]：幕僚監部課長等・師団（旅団）幕僚長・連隊長・群長等の1佐職の部隊長等[7]及び2佐の駐屯地司令

### 2017年度以降
- 大衆向け一般型セダン：トヨタ・カローラセダン（3ナンバー、シリーズ12代目以降）[8]またはトヨタ・プレミオ（5ナンバー、2021年3月生産終了）または日産・シルフィ（3ナンバー、2021年9月生産終了）またはトヨタ・プリウス（3ナンバー）のいずれかが納入対象[9]となっている。

### 教習用
自動車教習用（8ナンバー、乗用車操縦訓練用）として教習用車種が納入されている。通常の業務車と区別するため色は白等に制限されている。

### 業務車3号（警務用）
警務隊の捜査用車両（8ナンバー）として納入されている。原則としてトヨタ・クラウンが納入されているが、近年は車種の製造終了もあり日産・ブルーバードシルフィやトヨタ・プレミオに置き換わってきている。

## 2016年度までの諸元
- 全長：4,650 mm以下（4,700以下）
- 全幅：1,695 mm以下（1,700以下）
- 全高：1,550 mm以下（2,000以下）
- 室内長：2,000 mm以上
- エンジン：V型6気筒[10]
- 排気量：2,000cc
- 燃料：レギュラーガソリン

## 2017年度以降の諸元
- 全長：4,650 mm以下（4,700以下）
- 全幅：1,760 mm以下（1,760以下）
- 全高：1,550 mm以下（2,000以下）
- 室内長：2,000 mm以上
- 排気量：1,800cc若しくは2,000cc
- 燃料：レギュラーガソリン

### 付属装置
- エアコン
- ラジオ
- カーナビ（製造時よりテレビの視聴ができないナビ専用モデル、もしくはテレビ内蔵型のうち納入時の改良でテレビの視聴ができないように処置を行ったものに限定）
- サイドバイザー

2015年度及び2017年度分納入に伴う陸上自衛隊仕様書（業務車3号）より抜粋。納入条件としては乗用車の区分1と同じ諸元とされているが、車両性能は安全機能の一部を省略するなど納入条件が緩和されている。
また、将官向けに納入される乗用車と違い、シートや内装等はオプションを設定せず事実上メーカー標準仕様に制限されており、車種は乗用車として納入された車両と同一であっても、グレードは事実上1ランク下がっており同一の内装・装備ではない。
携帯電話が普及する90年代後半までの仕様書には自動車電話の装備に関する指定があり、主として団長以上の職が乗車する車両に自動車電話が設置されていたが、携帯電話の普及に伴い仕様書から除外されている。

## 特徴
- ナンバープレートは、一般車の装着しているものと同じものを装着している。自衛隊特有のナンバープレート（○○-○○○○の6桁）は装着していないため、遠目には普通の官庁用乗用車と変わらないように見える。当然のことながら、道路運送車両法の適用を受ける。
- 現代では珍しいフェンダーミラーを採用していたが、フェンダーミラーの設定がない車両も多いので近年導入される車両はドアミラー装備が多い。フロントバンパーにコーナーポールがついている車両もある。トヨタ・クラウンセダンや日産・セドリックセダンの場合、ベースとなる車種で対応していないケースもあり、調達時に別途指定がなされていた。
- 車体色は基本的に黒塗りである。
- トランスミッションは、旧来のクラウンやセドリックセダンのスタンダード仕様はマニュアルトランスミッション仕様でコラムタイプも多かったが、昨今導入車両はベースとなる車両の特性上フロアシフトのオートマチックトランスミッション車である。
- 操縦手は一定の基準を満たした隊員が指名される。
- 車両更新で新車が導入された時に、上官の車両が旧型である場合は慣例による管理換で新車と上官の旧型車の交換を優先することがあり、交換後の旧型車は連隊等を除いた2佐の隊長・駐屯地司令職の業務車両として管理換えを受けており、小規模の駐屯地では見かける例もある。例として、1999年までは連隊長車が更新になった時に副師団長車等を交換して連隊長にはお下がりの車種を業務車として支給する場合もある[13]。
- 駐屯地内では部隊長車であることを遠くからでも視認できるようにヘッドライトを点灯[14]および欠礼防止のため車両標識を提示して走行している。

## ギャラリー

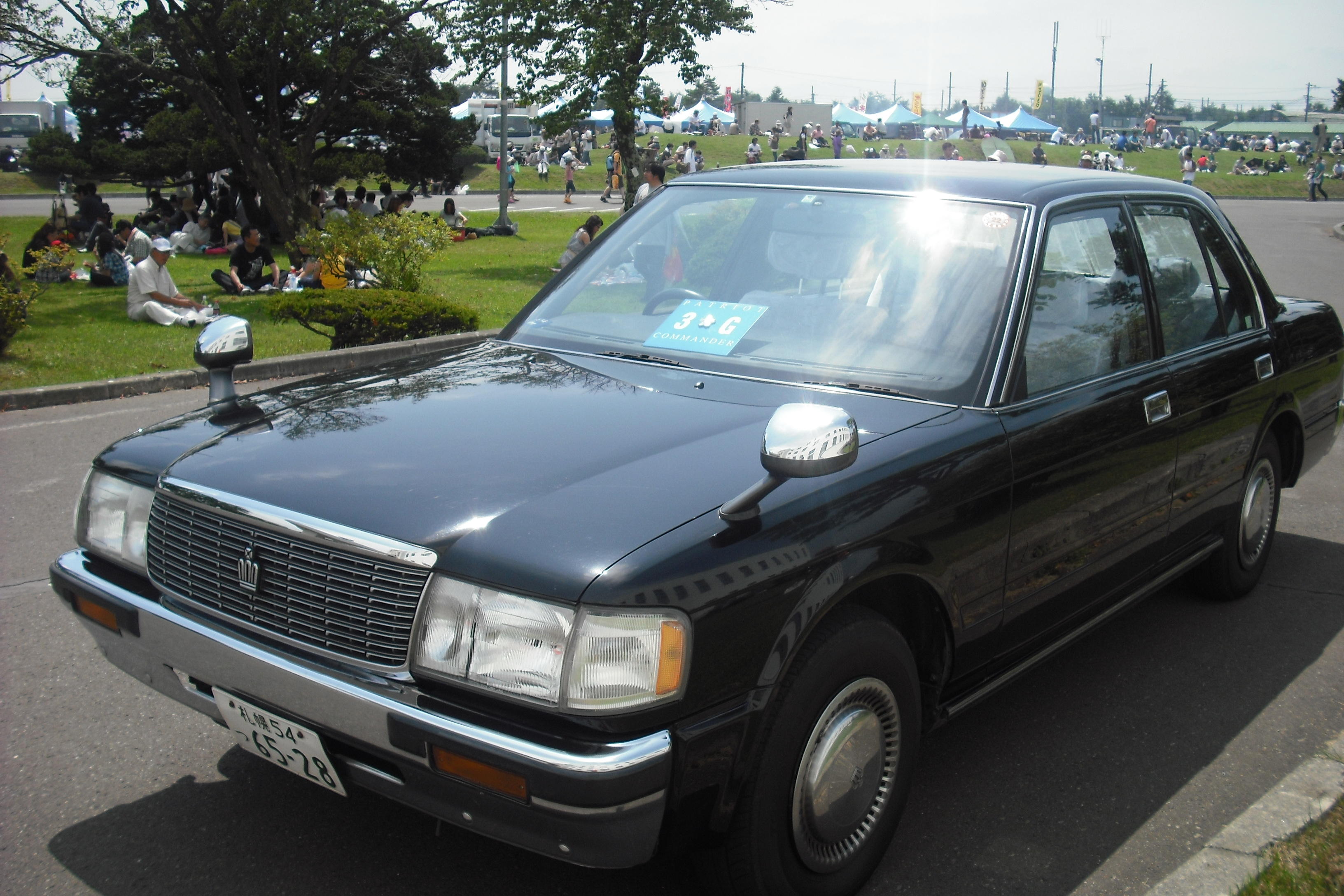
航空自衛隊で運用される業務車3号。かつて連隊・群長等全ての部隊長車はトヨタ・クラウンセダンを採用していた
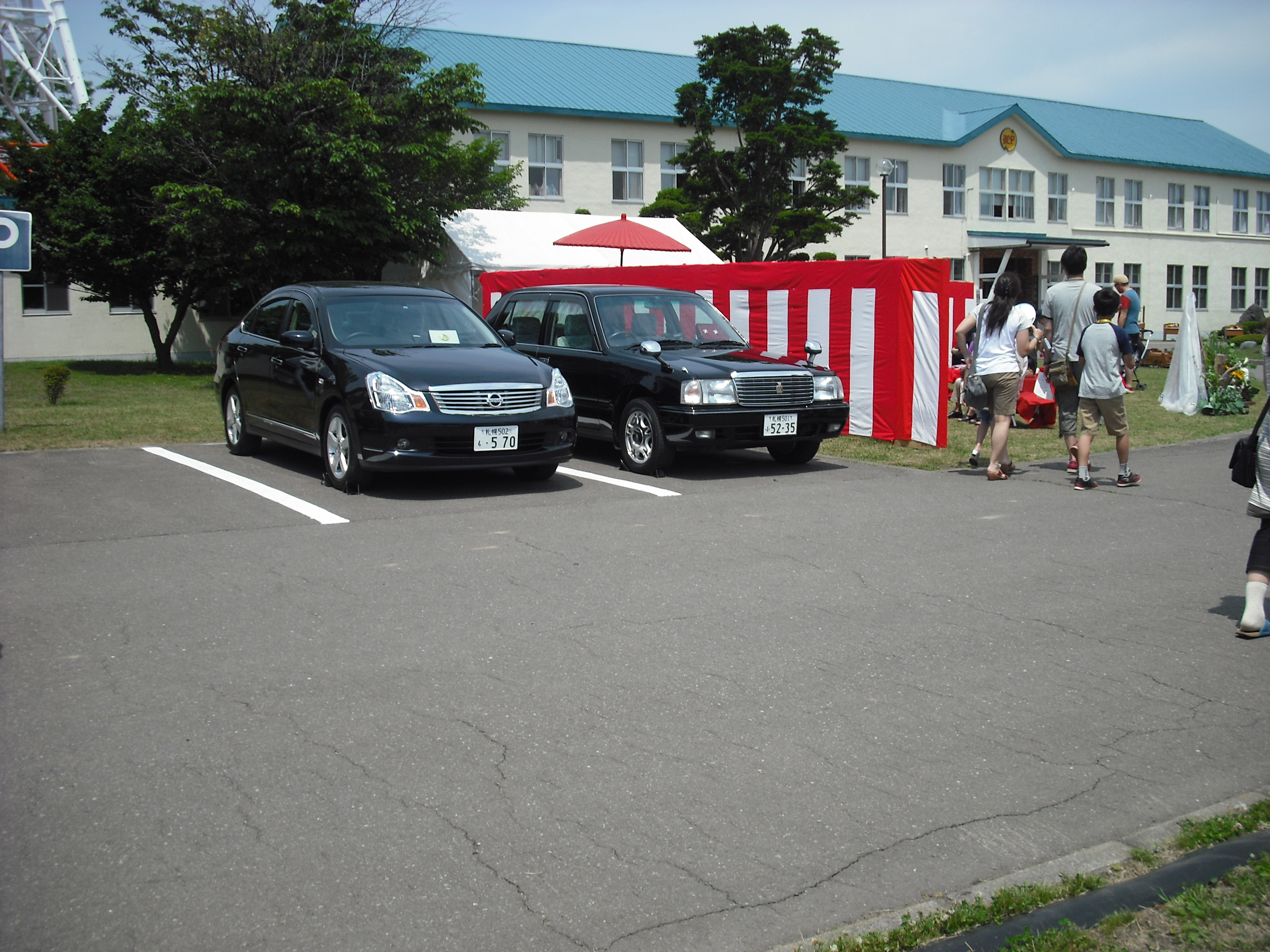
業務車3号たる日産・ブルーバードシルフィ（左）と乗用車たるトヨタ・クラウンセダン（右）。右の車両は補給処長が乗車し、左の車両は1佐（一）指定職たる副処長乗車の車両
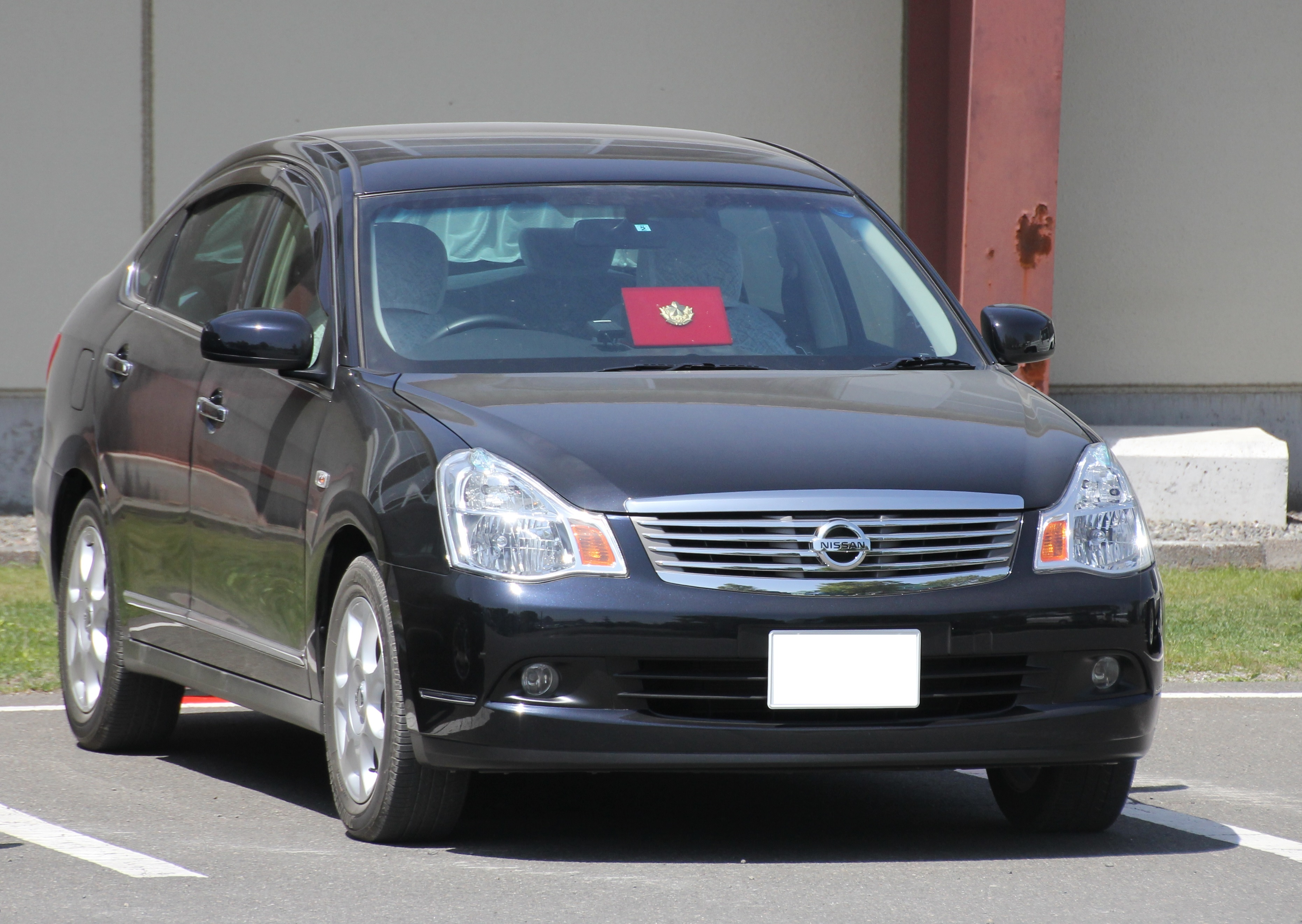
業務車3号として納入された日産・ブルーバードシルフィ（後期型）
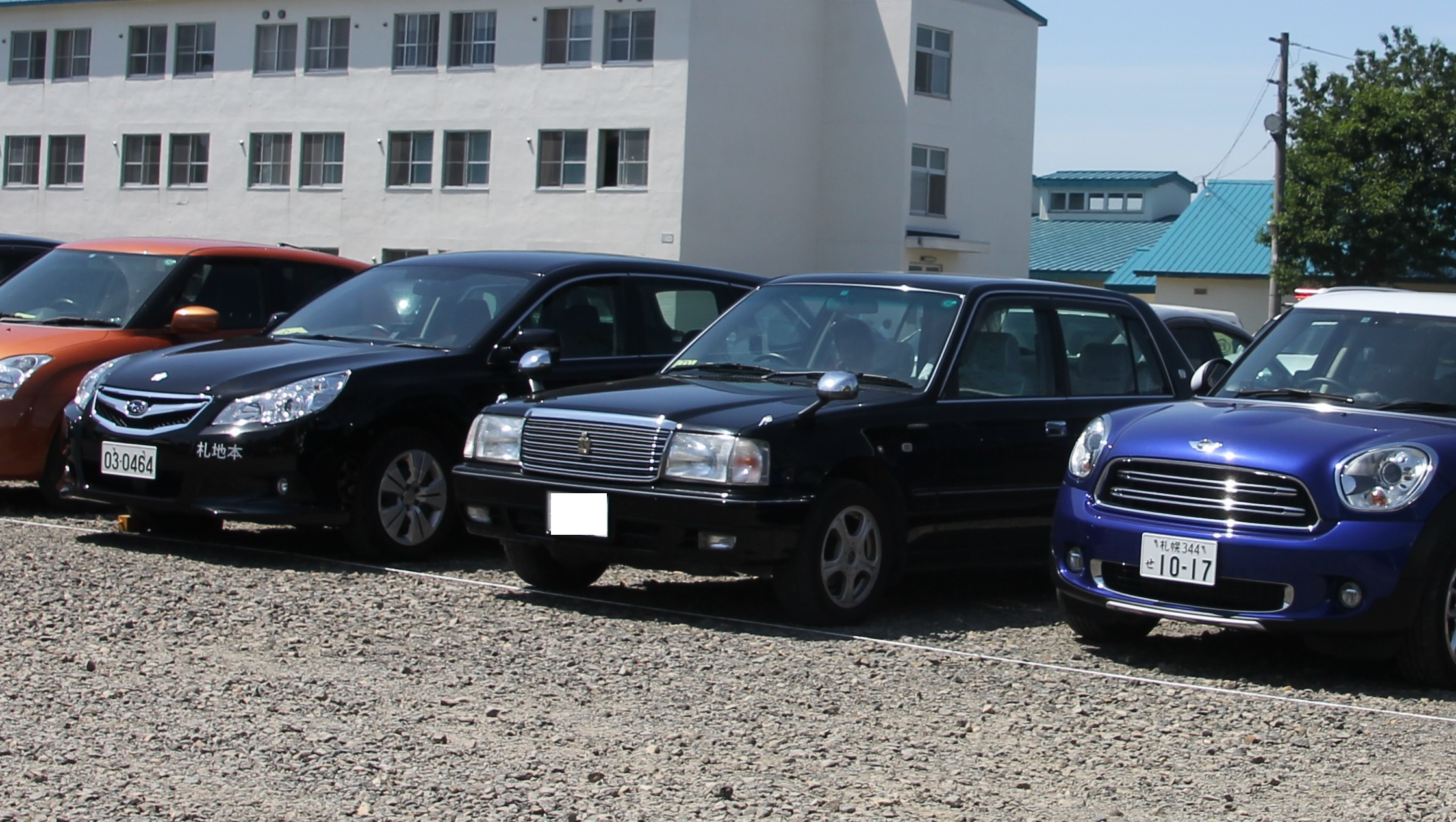
陸上自衛隊で業務車3号として運用中のトヨタ・クラウンセダン。乗車者を示す車両標識が提示されていないため識別は難しいが、将官が乗車する車両に見られる車両後部のモニターがないことと、陸自の夏服3種着用者が運転しているので、陸自の業務車3号と推測される。
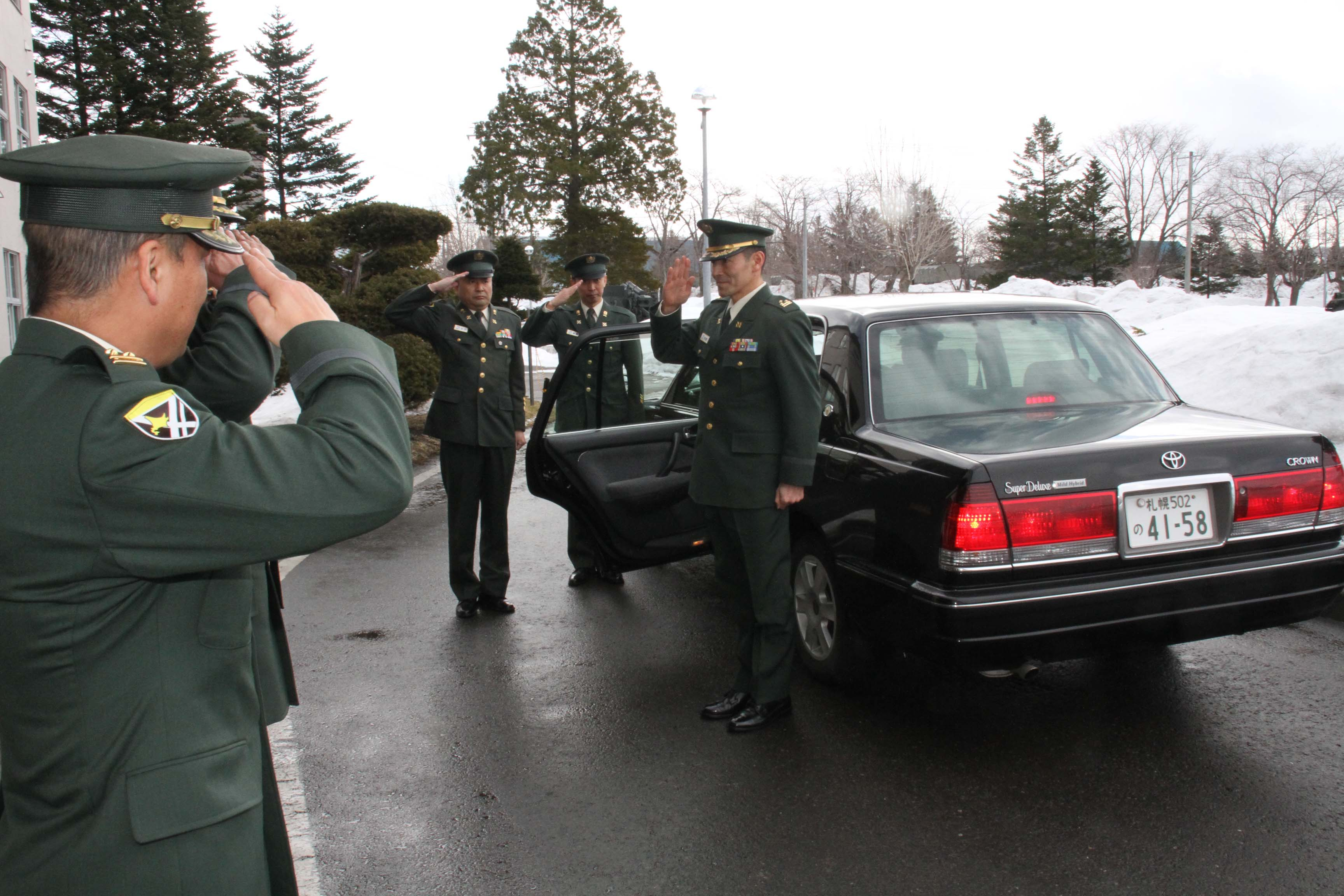
新任の第11特科隊長（1等陸佐）が初登庁した際の写真。配置されている業務車3号がトヨタ・クラウンセダンであることが確認できる。
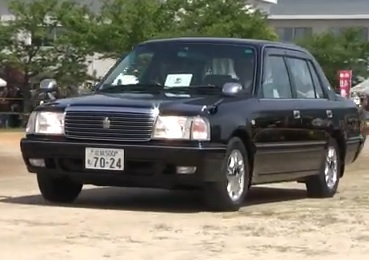
第2混成団長が乗車するトヨタ・クラウンセダンをベースとする業務車3号
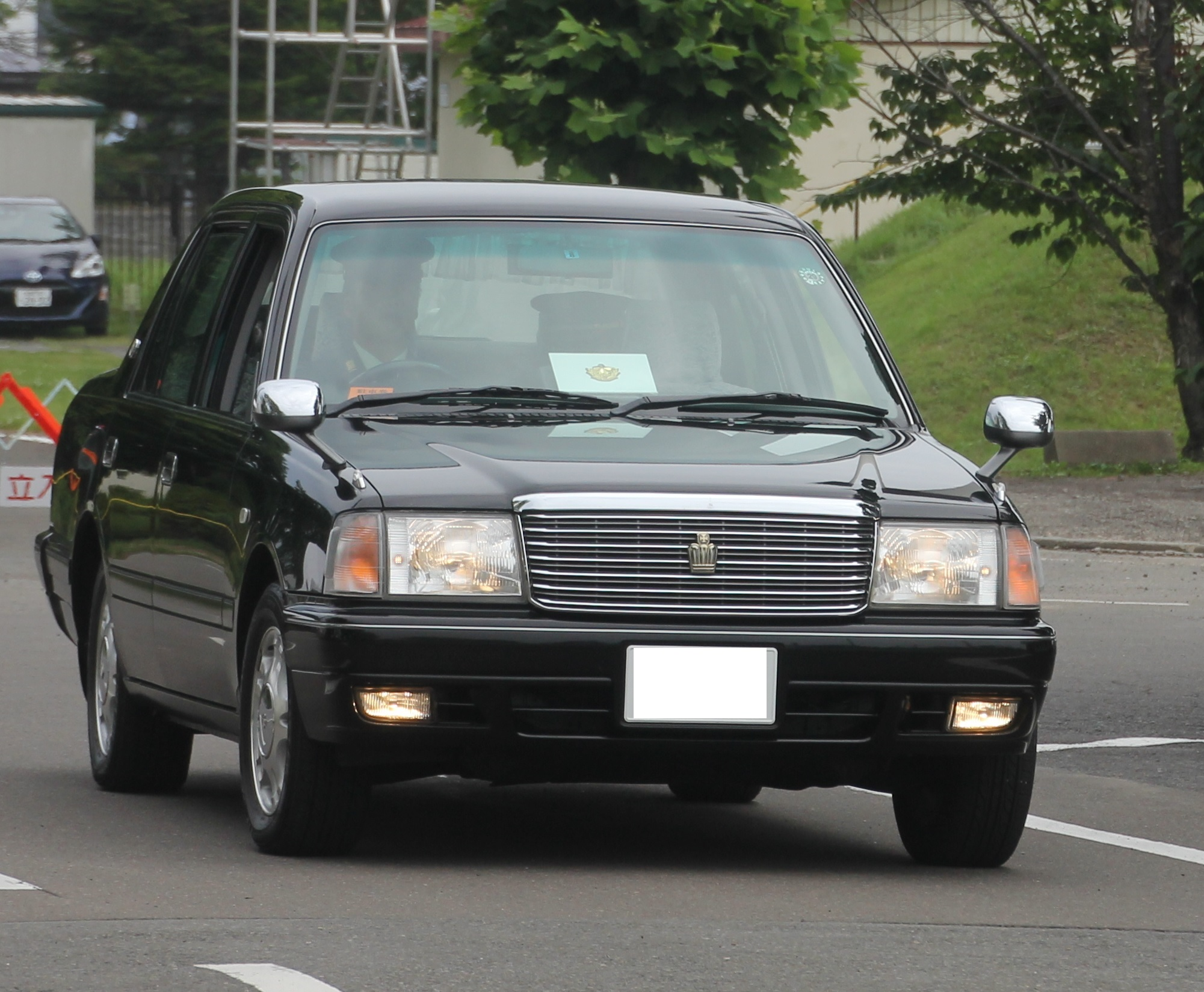
駐屯地司令が乗車する業務車3号
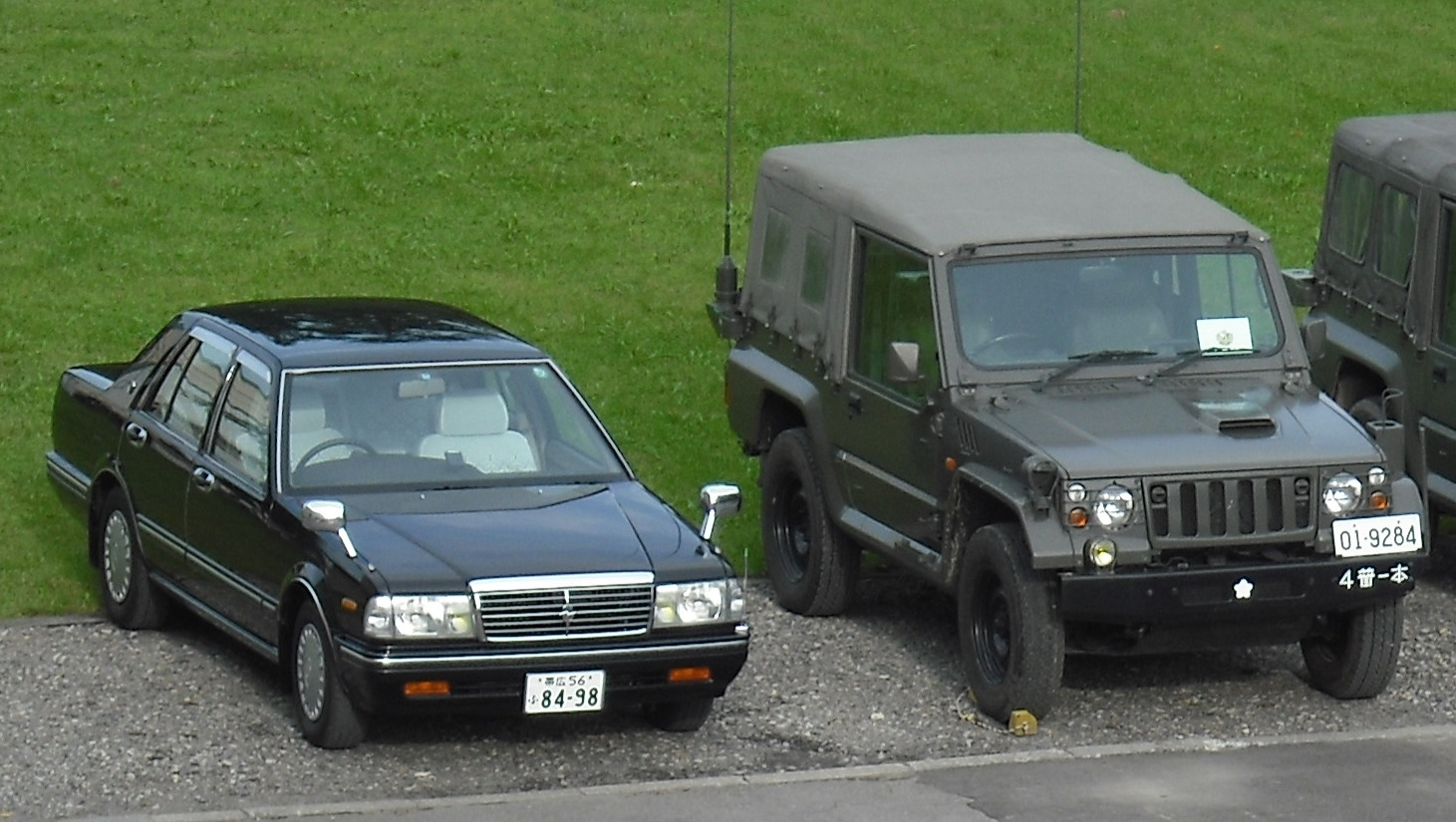
第4普通科連隊長用に配当された日産・セドリックセダンの業務車3号
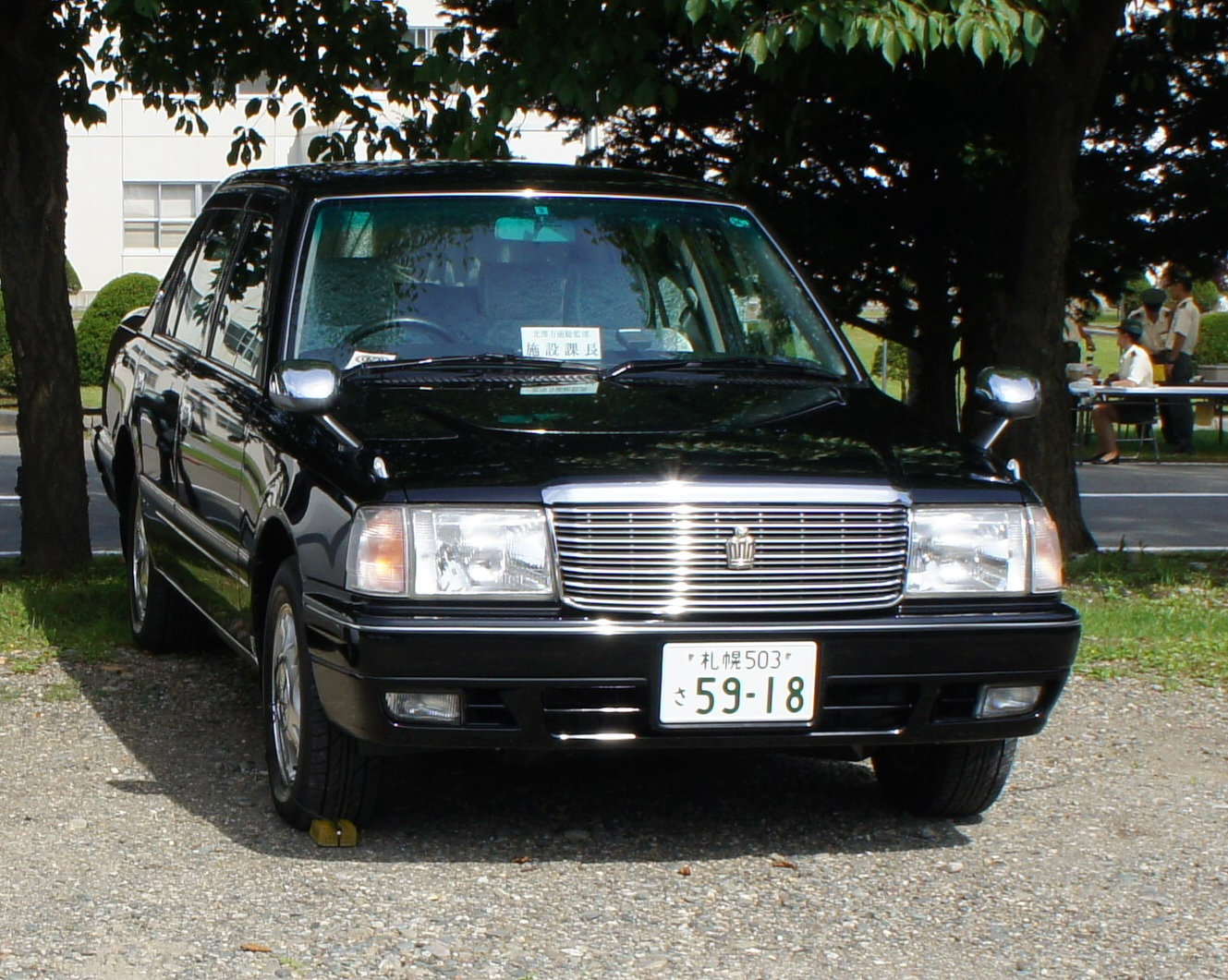
北部方面総監部施設課長用に配当されたトヨタ・クラウンセダンをベースとする業務車3号
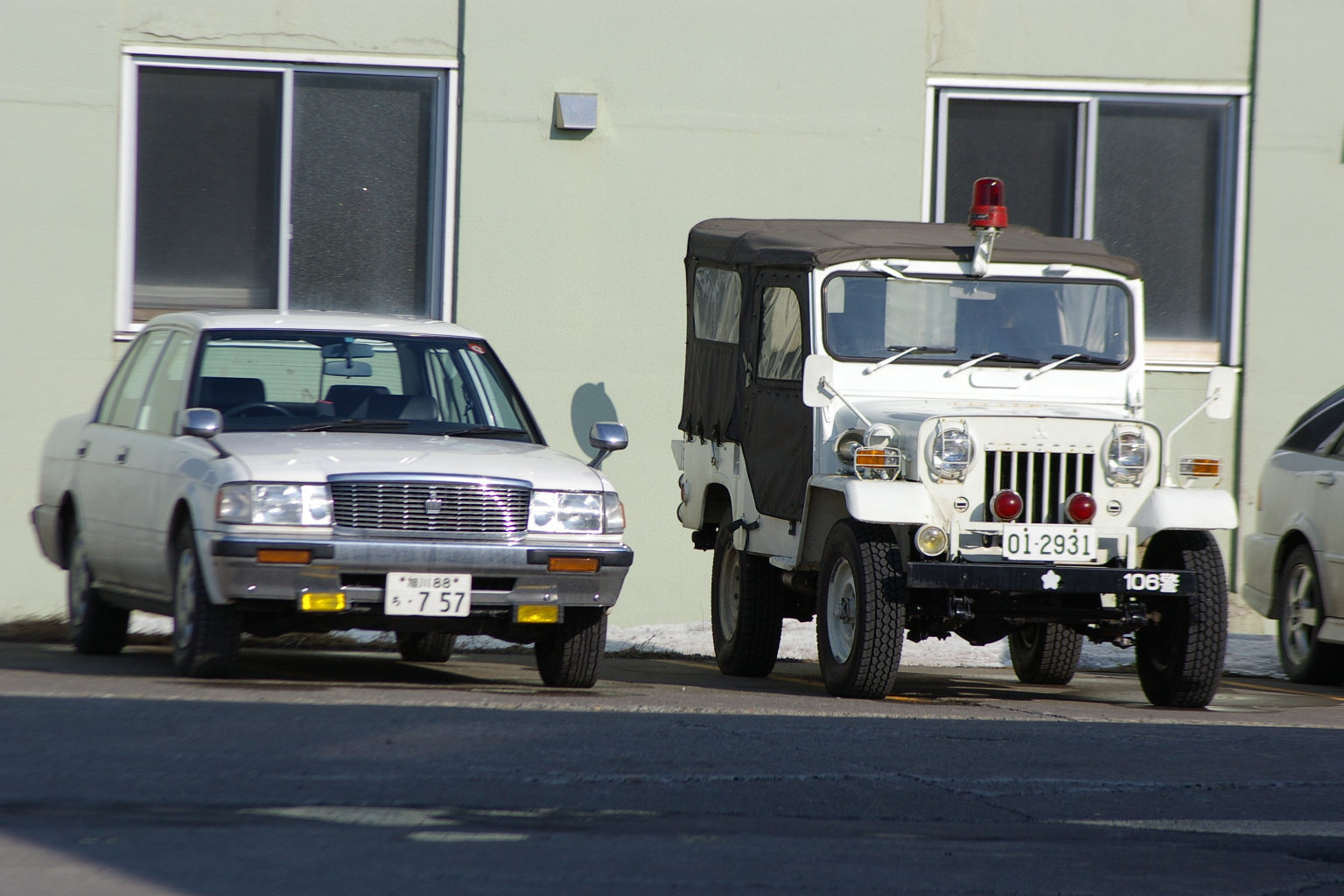
旭川駐屯地第106地区警務隊（当時）にて運用される覆面パトカー仕様のトヨタ・クラウンセダンをベースとする業務車3号（警務用）。覆面パトカー仕様のため、車体色は白色となっている

## 参考資料
- 平成23年度調達予定品目（中央調達分）
- 陸上自衛隊仕様書GW-D001801V
- 陸上自衛隊仕様書GV-D110044F「業務車3号」
- 昭和45年8月31日陸上自衛隊達第95-3号（自衛隊の使用する自動車の番号、標識及び保安検査に関する達）
- 陸上自衛隊仕様書 業務車3号 昭和60年度納入予定分